# توميسلاف ستانيتش
توميسلاف ستانيتش هو لاعب كرة قدم بوسني في مركز الوسط، ولد في 30 مايو 1981 في جمهورية يوغوسلافيا الاشتراكية الاتحادية. لعب مع إنتر زابرشيتش ودينامو درسدن ونادي ديوسجوري ونادي كشله ونادي لوكوموتيفا ونادي ملوان وهايدوك سبليت.